# Tiebreak
Tiebreak (ou "tiebreaker" ou ainda "tie-break"), em tradução livre, algo como "desempate" em português, é um anglicismo usado nos esportes para determinar um vencedor entre jogadores ou equipes que estão empatados no final de uma disputa ou conjunto de disputas.
O tie-break acontece com frequência em disputas de tênis, voleibol, xadrez, futebol americano, beisebol, críquete entre outras modalidades.